# Deliberación

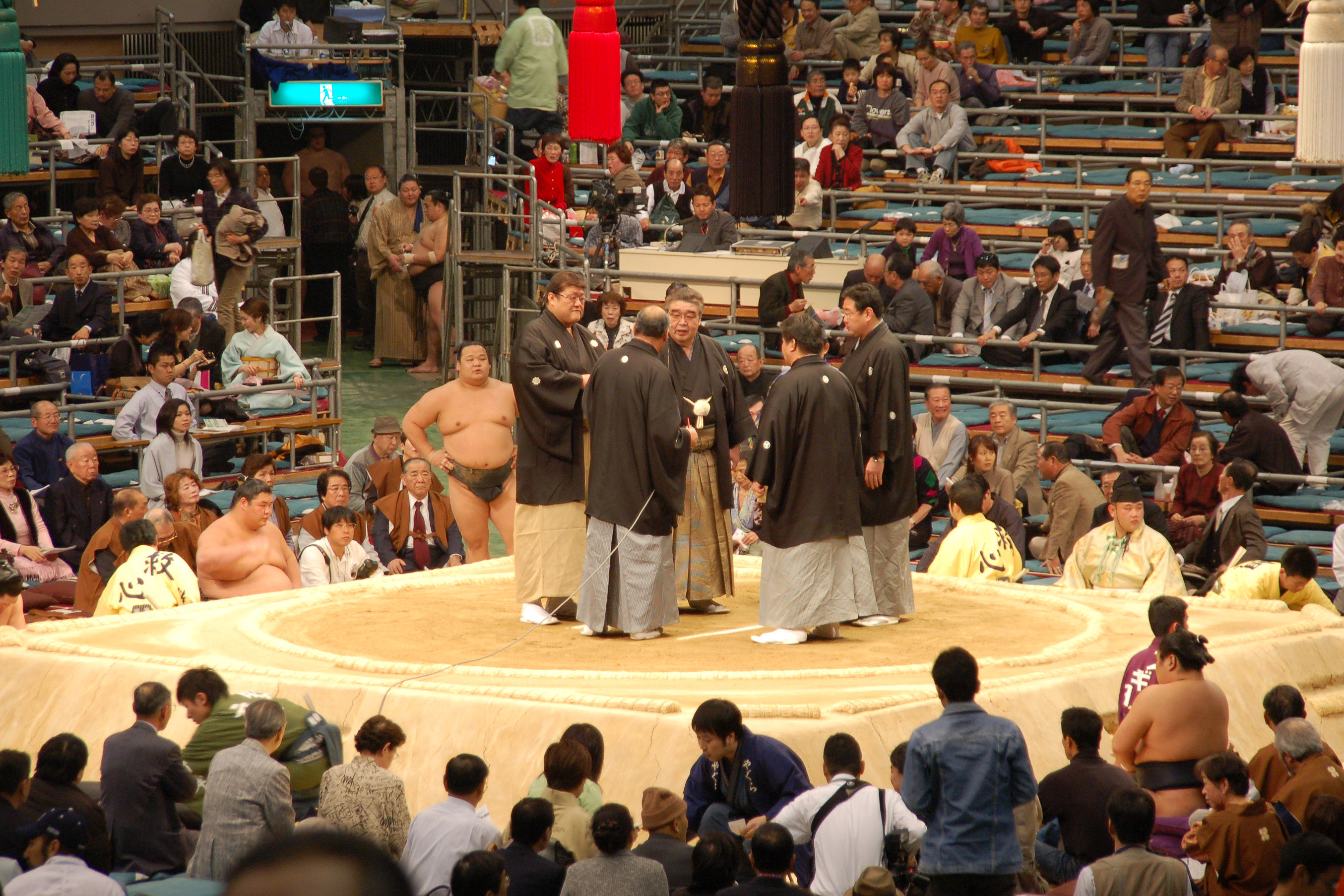
Jueces deliberando en un combate de sumo

Una deliberación es un acto entendido en cuanto proceso y resultado en el cual se evalúan los pros y contras relevantes con objeto de adoptar una decisión determinada. El proceso puede ser efectuado de manera individual (a modo del platónico diálogo consigo mismo) o colectiva.
La deliberación es un momento relevante en los procesos de toma de decisiones:

La deliberación es esencial para la racionalización tanto de las decisiones individuales como de las colectivas. De hecho, la deliberación, en cuanto proceso en el que se comparan y sopesan las diversas posibilidades de acción según sus ventajas o desventajas respectivas y dentro del objeto de atender a un fin preciso, puede ser puesta en marcha tanto en el ámbito estrictamente personal como en espacios públicos
Juan Carlos Velasco

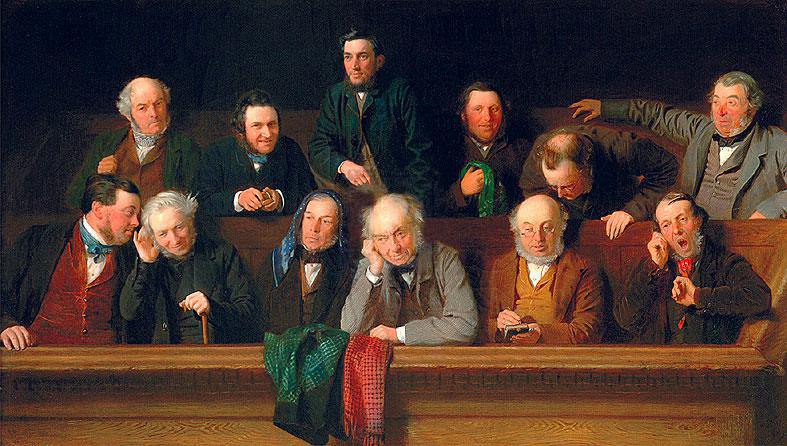
El Jurado, por John Morgan

En la ciencia política, la deliberación es un proceso previo a la toma de una decisión en la cual los ciudadanos consideran hechos relevantes desde diversos puntos de vista y dialoga con otros para pensar críticamente sobre las diferentes opciones posibles ampliando de este modo sus perspectivas, opiniones y entendimiento.
En Derecho, la deliberación es también el proceso por el cual un jurado en un juicio discute en privado los resultados del mismo y decide por el voto con el cual discusión a convenir de cualquier lado de oposición. Del mismo modo se denomina al proceso de discusión privada de los jueces de un tribunal pluripersonal, para tomar la decisión y dictar sentencia.
En materias criminales, el resultado de la deliberación es el veredicto, y conforme a este se dicta la sentencia apropiada. En arbitraje, la deliberación es también un momento previo a la emisión del laudo. Con frecuencia se recurre a elementos tecnológicos para llevar a cabo las deliberaciones.
Uno de los ejemplos dramáticos más famosos de esta fase del juicio es en la práctica la película, Doce hombres sin piedad.